# Christine Taylor
Christine Joan Taylor (Allentown, Pensilvania; 30 de julio de 1971) es una actriz estadounidense.

## Carrera
Taylor inició su carrera como actriz en 1989 a la edad de 18 años en la serie infantil de Nickelodeon Hey Dude, donde interpretaba a una salvavidas llamada Melody Hanson. Continuó con este papel hasta 1991 cuando realizó varias apariciones en distintos programas de televisión. En 1995 realizó un casting para el papel de Marcia Brady para la película The Brady Bunch movie, haciéndose con el papel y repitiéndolo en la secuela A Very Brady Sequel.
Después de estas películas la carrera de Taylor avanzó, apareciendo en varios programas de comedia como estrella invitada, tales como la serie Ellen, Seinfeld y la popular Friends.
Intervino en exitosas comedias como Zoolander, The Wedding Singer (como la promiscua Holly), La tribu de los Brady y A Very Brady Sequel.
Ha protagonizado varias películas independientes, entre las que se pueden destacar Desperate but not serious, Kiss Toledo Goodbye y Denial. Otros trabajos suyos en el cine son Jóvenes y brujas y Overnight Delivery.
Para la pequeña pantalla, Taylor ha protagonizado la serie de Fox Arrested Development, Party Girl, y ha tenido apariciones como artista invitada en las series Seinfeld, Spin City, Friends, Ellen y Murphy Brown. También intervino en un capítulo de la serie Me llamo Earl.
Ha aparecido en varios capítulos de Hannah Montana Forever como Lori, la nueva novia de Robby Ray Stewart interpretado por Billy Ray Cyrus

## Vida personal
Taylor nació en Allentown, Pensilvania. Es hija de Joan, ama de casa, y de Skip Taylor, dueño de una compañía de seguridad. Creció en un vecindario de Wescosville, Pensilvania. Tiene un hermano llamado Brian.
Taylor se casó el 13 de mayo de 2000 con el actor, escritor y director Ben Stiller, al que conoció mientras realizaban el programa de televisión Heat Vision and Jack. Vivieron en Nueva York y tienen una hija, Ella Olivia, nacida el 1 de abril de 2002. Ambos adoptaron una dieta vegetariana por razones de salud.
El 10 de julio de 2005 nació su segundo hijo, Quilin Dempsey.
En los últimos años, Taylor ha formado parte del consejo de administración y ha estado activamente involucrada en las actividades del Proyecto A.L.S., una organización que recoge fondos para encontrar un cura y tratamientos para la E.L.A. (esclerosis lateral amiotrófica), una enfermedad neuromuscular de carácter mortal.

## Filmografía

### Cine
| Películas | Películas                         | Películas               | Películas                             |
| Año       | Título                            | Personaje               | Observaciones                         |
| --------- | --------------------------------- | ----------------------- | ------------------------------------- |
| 1993      | Calendar Girl                     | Melissa Smock           | Acreditada como Christine Joan Taylor |
| 1993      | Showdown                          | Julie                   |                                       |
| 1994      | Night of the Demons 2             | Terri                   |                                       |
| 1995      | Breaking Free                     | Brooke Kaufman          |                                       |
| 1995      | The Brady Bunch Movie             | Marcia Brady            |                                       |
| 1995      | Here Come the Munsters            | Marilyn Hyde (Munster)  |                                       |
| 1996      | The Craft                         | Laura Lizzie            |                                       |
| 1996      | To the Ends of Time               | Princesa Stephanie      |                                       |
| 1996      | A Very Brady Sequel               | Marcia Brady            |                                       |
| 1996      | Cat Swallows Parakeet and Speaks! | Bailarina               |                                       |
| 1997      | Campfire Tales                    | Lauren                  |                                       |
| 1998      | Denial                            | Sammie                  |                                       |
| 1998      | The Wedding Singer                | Holly Sullivan          |                                       |
| 1998      | Overnight Delivery                | Kimberly Jasney         |                                       |
| 1998      | Desperate But Not Serious         | Lili                    |                                       |
| 1998      | Heat Vision and Jack              | The Sheriff             |                                       |
| 1999      | Kiss Toledo Goodbye               | Deeann Emory            |                                       |
| 2001      | True Love                         | Unknown                 |                                       |
| 2001      | Zoolander                         | Matilda Jeffries        |                                       |
| 2003      | Harry's Girl                      | Harry's Girl            |                                       |
| 2004      | Dodgeball: A True Underdog Story  | Katherine "Kate" Veatch |                                       |
| 2004      | The First Year's a Bitch          | Andrea                  |                                       |
| 2005      | The Commuters                     | Sandy                   |                                       |
| 2006      | 52 Flights                        | Jennifer                |                                       |
| 2006      | Room 6                            | Amy                     |                                       |
| 2006      | Dedication                        | Allison                 |                                       |
| 2006      | The Mirror                        | Ella misma              |                                       |
| 2007      | License To Wed                    | Lindsey Jones           |                                       |
| 2008      | Tropic Thunder                    | Rebecca                 |                                       |
| 2008      | Kabluey                           | Betty                   |                                       |
| 2010      | Farewell Mr. Kringle              | Anna                    |                                       |
| 2011      | Rip City                          | Janet Marsh             |                                       |
| 2012      | The First Time                    | Madre de Aubrey         |                                       |
| 2016      | Zoolander 2                       | Matilda Jeffries        |                                       |
| 2016      | Little Boxes                      | Joan                    |                                       |
| 2020      | Friendsgiving                     | Brianne                 |                                       |

### Televisión
| Televisión | Televisión             | Televisión                           | Televisión                                        |
| Año        | Título                 | Papel                                | Notas                                             |
| ---------- | ---------------------- | ------------------------------------ | ------------------------------------------------- |
| 1989–1991  | Hey Dude               | Melody Hanson                        | 62 episodios                                      |
| 1991       | Dallas                 | Margaret Barnes                      | 1 episodio                                        |
| 1991       | Life Goes On           | Estudiante de drama #1               | 1 episodio; acreditada como Christine Joan Taylor |
| 1991       | Saved by the Bell      | Heather Brooks                       | 1 episodio                                        |
| 1992       | Blossom                | Patti                                | 1 episodio; acreditada como Christine Joan Taylor |
| 1995       | Caroline in the City   | Debbie                               | 1 episodio                                        |
| 1995       | Ellen                  | Karen Lewis                          | 2 episodios                                       |
| 1996       | Party Girl             | Mary                                 | Serie de televisión, 1 temporada, 4 episodios     |
| 1997       | Rewind                 | Dana                                 | Piloto inédito                                    |
| 1997       | Murphy Brown           | Taffy                                | 1 episodio                                        |
| 1997       | Seinfeld               | Ellen                                | 1 episodio                                        |
| 1997       | Friends                | Bonnie                               | 3 episodios                                       |
| 1999       | Cupid                  | Yvonne                               | 1 episodio                                        |
| 2000       | Spin City              | Catherine Moore (hermana de Caitlin) | 1 episodio                                        |
| 2004       | Curb Your Enthusiasm   | Herself                              | 3 episodios                                       |
| 2005       | Arrested Development   | Sally Sitwell                        | 2 episodios                                       |
| 2006       | My Name Is Earl        | Alex Meyers                          | 1 episodio                                        |
| 2006       | American Dad!          | Candy                                | 1 episodio                                        |
| 2010       | Phineas and Ferb       | Esposa de Khakka Peu Peu's           | 1 episodio                                        |
| 2010       | Hannah Montana Forever | Lori                                 | Estrella invitada; 2 episodios                    |
| 2010       | Farewell Mr. Kringle   | Anna                                 | Película para televisión                          |
| 2011       | Rip City               | Janet Marsh                          | Película para televisión                          |
| 2012-13    | Burning Love           | Symphony                             | 4 episodios                                       |
| 2015       | Sharing                | Polly                                | Película para televisión                          |
| 2016-22    | Search Party           | Gail                                 | 11 episodios                                      |
| 2017       | Elementary             | Gail Lundquist                       | 1 episodio                                        |
| 2018       | Insatiable             | Gayle Keene                          | 2 episodios                                       |
| 2021       | iCarly                 | Argenthina Woolridge                 | 1 episodio                                        |
| 2023       | High Desert            | Dianne                               | 5 episodios                                       |